# Île de Montréal

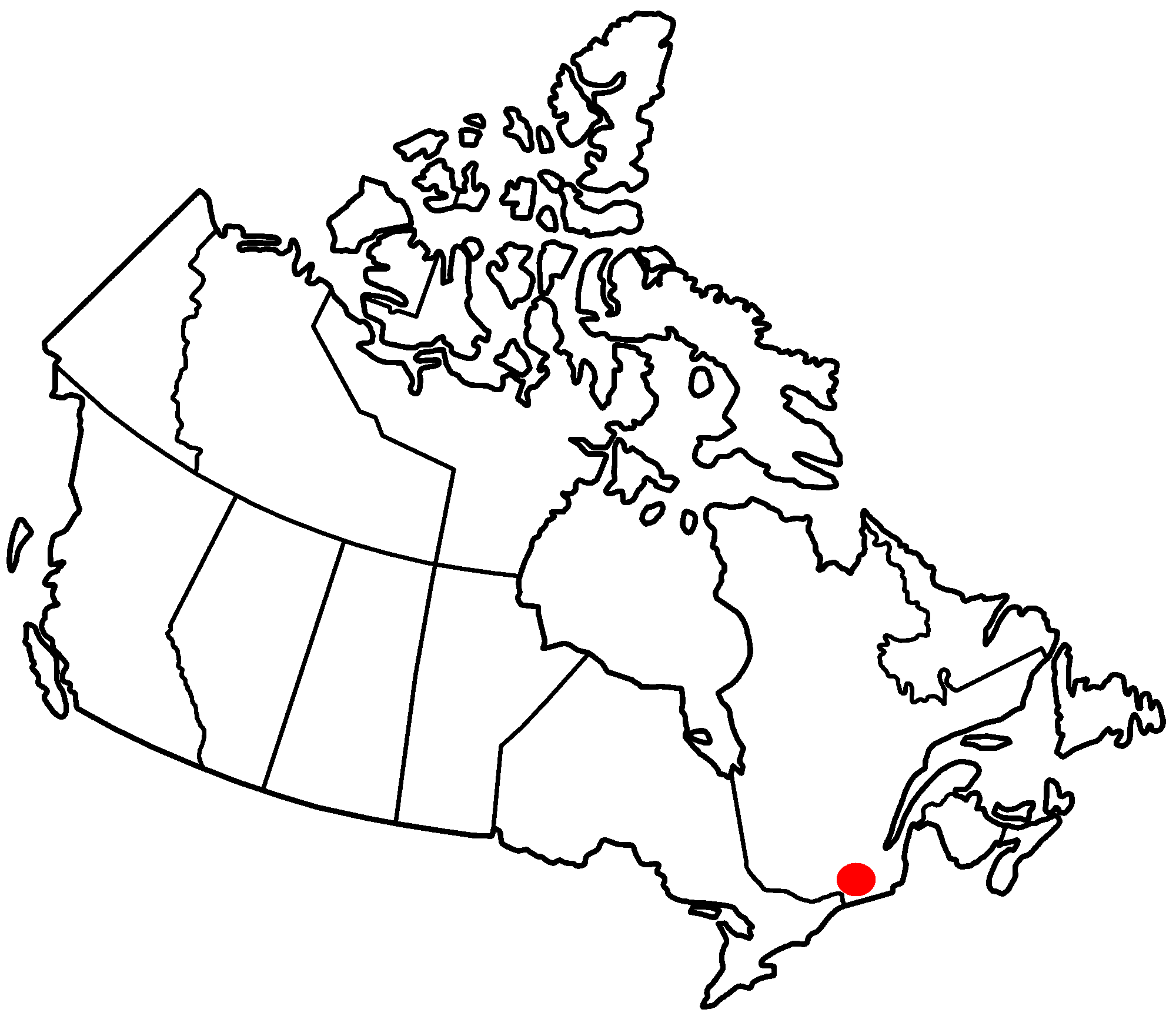
Läget i Kanada

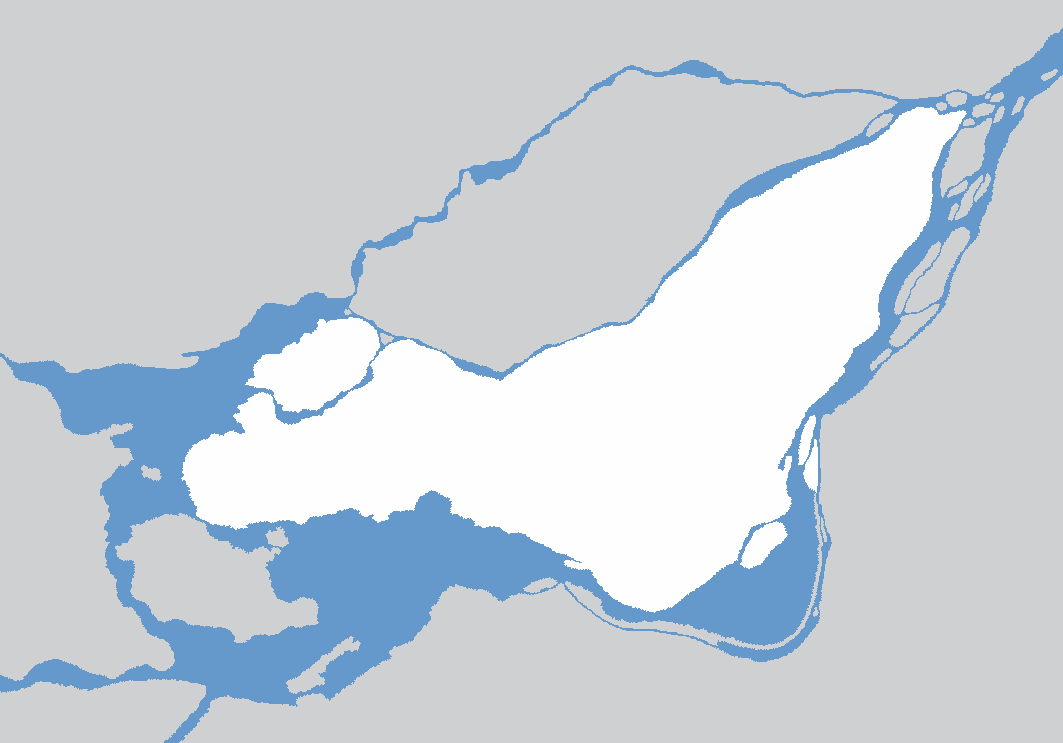
Île de Montréal

Île de Montréal (engelska: Island of Montreal, mohawk: Tiohtià:ke) är en ö i den sydvästra delen av provinsen Québec i Kanada, där Montréals centrum ligger. Den är belägen vid Saint Lawrencefloden och Ottawafloden, intill ön Île Jésus. 
Ön kan till formen liknas vid en bumerang, där den ena änden sträcker sig mot väst och där den andra änden löper mot nordost. Den är den näst största ön i Saint Lawrencefloden efter Anticostiön, och den folkrikaste ön i Kanada med 1 886 481 invånare (2011) invånare, vilket är fler än exempelvis Manhattan. Île de Montréal är även den näst mest folkrika ön belägen i en flod i världen, efter Zhongshan Dao i Kina, samt den folkrikaste ön i världen belägen i sötvatten.
Île de Montréal är ungefär 50 kilometer lång och 16 kilometer bred och har en yta på 499 km².
Broarna som förbinder ön med dess omgivningar tillhör de mest trafikerade i världen. Via Champlain-bron och Jacques Cartier-bron passerar årligen 101 miljoner fordon.